# Digonocryptus chiriquensis
Digonocryptus chiriquensis là một loài tò vò trong họ Ichneumonidae.